# Stefano Ittar

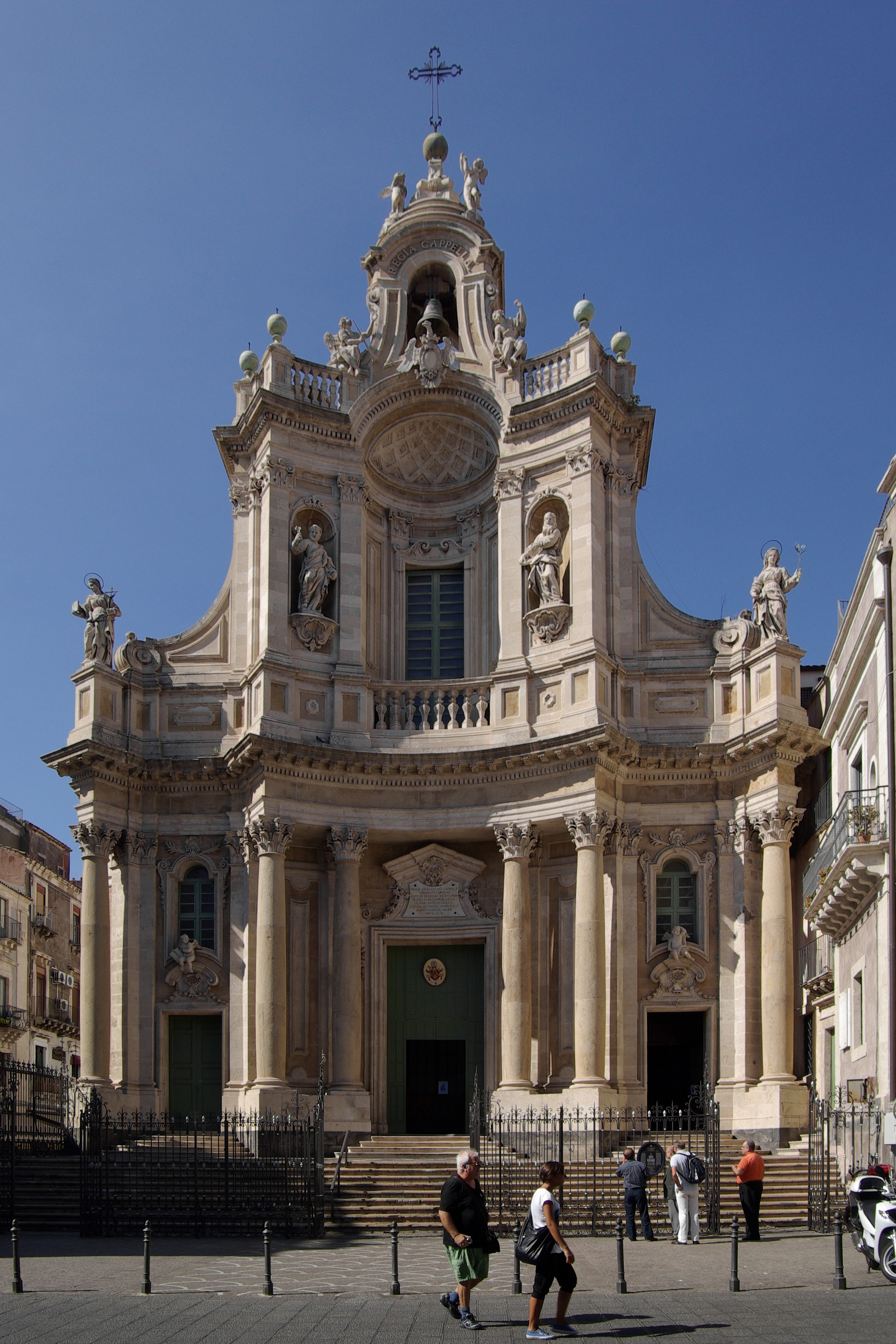
Barroco siciliano. Iglesia de la Colegiata, en Catania diseñada por Stefano Ittar aprox. 1768.

Stefano Ittar (Owrucz, 1724 – Malta, 1790) fue un arquitecto italiano nacido circunstancialmente en Polonia donde su padre, miembro de una familia aristocrática italiana, los Guidone de Hittar, se encontraba exiliado por un desacuerdo con el Gran duque de Toscana. 
Cuando Ittar aún era joven, su familia se trasladó a Roma donde más tarde bajo el patronato del cardenal Alessandro Albani, estudió arquitectura en un período influido por los conceptos de 
Francesco Borromini .
Después de una corta estancia en España, se afincó en Catania en 1765. La ciudad había experimentado una gran reconstrucción después del fuerte terremoto de 1693, principalmente gracias al esfuerzo del arquitecto Giovanni Battista Vaccarini, quien había reconstruido en estilo barroco, muchas zonas de la ciudad, incluyendo el área de la catedral.
En esta época Ittar conoció a Don Ignazio Paternó, Príncipe de Biscari, que estaba reconstruyendo su palazzo. El príncipe, uno de los más ricos y cultos de la aristocracia siciliana, se convirtió en su mecenas por muchos años. Poco después Ittar se casó con Rosaria Battaglia, hija del arquitecto Francesco Battaglia, diseñador del Palazzo Biscari, con quien tuvo nueve hijos. 
Fue contratado para trabajar en la obra, y se sabe que fue responsable por gran parte de la arquitectura interior, y los pisos altos. Este fue el inicio de una especie de asociación con Battaglia, con quien diseñó y supervisó la construcción de varios edificios eclesiásticos incluyendo el enorme monasterio benedictino de Catania, considerado uno de los mayores de Europa. 
En esta gran construcción, Ittar fue el responsable de la cúpula de la iglesia del monasterio, construida entre 1768 y 1783 . Ittar diseñó la plaza semicircular situada frente a la iglesia. La sociedad también diseñó la Porta Ferdinandea , hoy conocida como Porta Garibaldi. Esta puerta de la ciudad se construida con bandas de lava negra, es una obra maestra del barroco siciliano, adornada con trofeos y ángeles con trompetas. Los arquitectos diseñaron también la Piazza Palestro. 
En 1767 era lo suficientemente famoso como para encarar proyectos individualmente. Los edificios que diseñó en este período incluyen la Iglesia de San Martín en Bianchi, que fue su primera fachada curva. En los años siguientes completó lo que se considera su obra maestra, la fachada de la Iglesia de la Collegiata, originalmente diseñada por Antonio Amato. Este edificio del barroco siciliano es un ejemplo maravilloso del uso del claroscuro. Ittar diseñó luego la Iglesia de San Plácido, que tiene una fachada adornada por un campanario central, cargado de estatuas. 
Fallecido Vaccarini en 1768, fue invitado por los gobernantes de Catania a dibujar un nuevo plano de la ciudad, destacando las calles rectas como ejemplo de planificación urbana del barroco. Este mapa fue después pasado a un grabado e impreso en serie. 
En 1783 la construcción del monasterio benedictino estaba llegando a su fin. Para ese entonces, Ittar ya era el arquitecto y urbanista más respetado e influyente de Catania. A pesar de ello, sería un año en que su vida cambiaría completamente. Fue invitado a proyectar una nueva biblioteca para la Orden de Malta, en aquella isla del Mediterráneo. Ittar y su familia se mudaron inmediatamente a La Valeta, iniciando un estilo totalmente diferente de diseño. La nueva biblioteca tuvo un diseño clásico, con columnas, arcadas, ventanas y frontones en ese estilo. La gran biblioteca, más bien un enorme palacio clásico se terminó en 1796, cinco años después de la muerte de Ittar. 
Se dice que, en aquel momento, Ittar se suicidó a causa de errores en el cálculo estructural de la biblioteca. Sin embargo, a pesar de que la abundancia de grandes ventanales hace a la biblioteca calurosa y con muchas corrientes de aire, no hay evidencia de que la estructura hubiera de revisarse o de que hubiera problemas en su diseño. Los registros de su muerte lo retratan tomando la comunión y recibiendo la extremaunción, sacramentos que no se podrían haber administrado a un suicida. 
Dos de sus hijos, Enrico y Sebastiano, fueron también arquitectos, logrando cierta fama.
- Datos: Q736369
- Multimedia: Stefano Ittar / Q736369